# 中村和裕
中村 和裕（なかむら かずひろ、1979年2月21日 - ）は、日本の男性柔道家、総合格闘家。現在は大学教員。広島県福山市出身。柔道三段。近畿大学附属福山高等学校、国際武道大学卒業。元DEEPミドル級王者。

## 来歴
10歳の頃から柔道を始める。国際武道大学時代には柔道部で柏崎克彦に師事し、2000年には正力杯全日本学生体重別の100kg級で準優勝。大学卒業後には京葉ガス柔道部に所属し、2002年の全日本実業柔道個人選手権大会優勝、ドイツオープン柔道大会100kg級優勝などの実績を挙げる。100kg級では、井上康生、鈴木桂治らと肩を並べ、全日本強化選手入りを果たした。アマチュア時代には、柔道以外の格闘技に挑戦し、2001年にJTC総合格闘技大会で準優勝、全日本サンボ体重別大会で優勝している。2002年8月頃より柔道出身の格闘家の吉田秀彦と練習するようになり、2002年12月に京葉ガスを退社。2003年1月に吉田道場入りし、プロ格闘家へ転向した。

### PRIDE
2003年3月16日、総合格闘技デビュー戦となったPRIDE.25でアントニオ・ホジェリオ・ノゲイラと対戦し、腕ひしぎ十字固めで一本負け。
2003年6月29日、初出場となったK-1で堀啓相手にKO負けしたものの、20cm身長が高い堀相手にアッパーと粘り強さで戦った。
2004年8月15日、PRIDE GRANDPRIX 2004 決勝戦でムリーロ・ブスタマンチと対戦し、判定勝ち。
2005年4月23日、PRIDE GRANDPRIX 2005 開幕戦のミドル級（-93kg）グランプリ1回戦でケビン・ランデルマンと対戦し、3-0の判定勝ち。
2005年6月26日、PRIDE GRANDPRIX 2005 2nd ROUNDのミドル級グランプリ2回戦で当時のPRIDEミドル級王者ヴァンダレイ・シウバと対戦。試合中に柔道着を脱ぐという自らの油断を突かれTKO負け。このとき道着を脱いだのは試合前から計画していたことだという。
2005年8月28日、PRIDE GRANDPRIX 2005 決勝戦のミドル級グランプリリザーブマッチでイゴール・ボブチャンチンと対戦。3-0の判定勝ちを収め、日本人初のボブチャンチン越えを果たした。
2005年12月31日、PRIDE 男祭り 2005で近藤有己と対戦し、3-0の判定勝ち。
2006年2月26日、PRIDE.31でジョシュ・バーネットと対戦し、スリーパーホールドで一本負け。
2006年7月1日、PRIDE 無差別級グランプリ 2006 2nd ROUNDでエヴァンゲリスタ・サイボーグと対戦し、V1アームロックで一本勝ち。
2006年9月10日、PRIDE 無差別級グランプリ 2006 決勝戦で中尾"KISS"芳広と対戦。両者が噛み合わず低調な試合となり、3-0で判定勝ちしたものの、会場から激しいブーイングを浴びた。
2006年12月31日、PRIDE 男祭り 2006でマウリシオ・ショーグンと対戦し、0-3の判定負けを喫した。

### UFC
2007年9月22日、UFC初参戦となったUFC 76でリョート・マチダと対戦し、0-3の判定負け。試合には、雨上がり決死隊の蛍原徹の髪型を模した「ホトちゃんヘアー」で臨んだ。
2008年5月24日、UFC 84でソクジュと対戦し、1ラウンド終了時に脚の負傷によるTKO負け。
2008年7月20日、結婚披露宴を行った。同年10月2日には、長女が生まれた。

### 戦極
2008年9月28日、戦極初出場となった戦極 〜第五陣〜のミドル級（-83kg）グランプリ1回戦でポール・カフーンと対戦し、3-0の判定勝ち。
2008年11月1日、戦極 〜第六陣〜のミドル級グランプリ準決勝で佐々木有生と対戦し、3-0の判定勝ち。続く決勝でジョルジ・サンチアゴと対戦し、パウンドでKO負けを喫し準優勝となった。なお、サンチアゴ戦で顎を骨折した。
2009年2月22日、ADCCアジア予選99kg未満級に出場。決勝で内藤征弥に判定勝ちし、日本代表となった。
2009年8月2日、戦極 〜第九陣〜の戦極ミドル級チャンピオンシップ挑戦者決定戦で三崎和雄と対戦し、フロントチョークで見込み一本負けを喫した。
2010年4月25日、吉田秀彦引退興行 〜ASTRA〜のメインイベントで吉田秀彦の引退試合の相手を務め、3-0の判定勝ち。

### DREAM
2010年7月10日、DREAM初出場となったDREAM.15でカール・アモーゾと対戦し、3-0の判定勝ち。
2011年9月24日　DREAM.17でジェラルド・ハリスと対戦し、1-2の判定負けを喫した。

### DEEP
2012年10月19日、DEEP初出場となったDEEP 60 IMPACTで桜井隆多と対戦し、2-0の判定勝ちを収めた。
2013年2月16日、DEEP 61 IMPACTのミドル級王者決定戦でRYOと対戦し、5-0の判定勝ちを収め王座獲得に成功した。
2014年1月30日、早稲田大学大学院に社会人入試で合格した事を発表した。
2014年3月20日、DEEP 65 IMPACTのメガトン級（無差別級）タイトルマッチで長谷川賢と対戦し、1-4の判定負けを喫し王座獲得に失敗した。
2014年12月21日、引退試合となったDEEP 70 IMPACTのミドル級タイトルマッチで挑戦者の中西良行と対戦し、0-5の判定負けを喫し王座陥落した。
引退後は福山大学経済学部経済学科スポーツマネジメントコース助教の職に就いた。

## 人物・エピソード
- 引越しが多く中学時代は広島市東区や安芸郡府中町に居住。広島市では奥田民生家の三軒隣に住んでいたという[8]。漫画家・久保帯人は府中町の中学（府中緑ヶ丘中学）の先輩、プロボクサーの坂田健史や読売ジャイアンツ・西村健太朗は後輩となる。また、同じ吉田道場所属の総合格闘家小見川道大は大学の先輩にあたる。

## 戦績

### 総合格闘技
| 総合格闘技 戦績 | 総合格闘技 戦績 | 総合格闘技 戦績 | 総合格闘技 戦績 | 総合格闘技 戦績 | 総合格闘技 戦績 | 総合格闘技 戦績 |
| --------------- | --------------- | --------------- | --------------- | --------------- | --------------- | --------------- |
| 34 試合         | (T)KO           | 一本            | 判定            | その他          | 引き分け        | 無効試合        |
| 21 勝           | 5               | 3               | 13              | 0               | 0               | 0               |
| 13 敗           | 4               | 3               | 6               | 0               | 0               | 0               |

| 勝敗 | 対戦相手                         | 試合結果                                 | 大会名                                                             | 開催年月日     |
| ×    | 中西良行                         | 5分3R終了 判定0-5                        | DEEP 70 IMPACT 〜中村和裕引退興行〜 【DEEPミドル級タイトルマッチ】 | 2014年12月21日 |
| ○    | 誠悟                             | 2R 3:25 TKO（タオル投入）                | DEEP CAGE IMPACT 2014 〜ミスターメガトン誠悟引退興行〜             | 2014年7月21日  |
| ×    | 長谷川賢                         | 5分3R終了 判定1-4                        | DEEP 65 IMPACT 【DEEPメガトン級タイトルマッチ】                    | 2014年3月22日  |
| ○    | 桜木裕司                         | 3R 2:49 肩固め                           | DEEP CAGE IMPACT 2013 in TDC HALL                                  | 2013年11月24日 |
| ○    | 戦闘竜                           | 1R 4:42 KO（スタンドパンチ連打）         | DEEP 63 IMPACT                                                     | 2013年8月25日  |
| ○    | 松井大二郎                       | 1R 1:30 TKO（パウンド）                  | KING KAZ FIGHT in FUKUYAMA                                         | 2013年6月30日  |
| ○    | RYO                              | 5分3R終了 判定5-0                        | DEEP 61 IMPACT 【DEEPミドル級王者決定戦】                          | 2013年2月16日  |
| ○    | 桜井隆多                         | 5分3R終了 判定2-0                        | DEEP 60 IMPACT                                                     | 2012年10月19日 |
| ×    | ジェラルド・ハリス               | 5分3R終了 判定1-2                        | DREAM.17                                                           | 2011年9月24日  |
| ○    | カール・アモーゾ                 | 2R（10分/5分）終了 判定3-0               | DREAM.15                                                           | 2010年7月10日  |
| ○    | 吉田秀彦                         | 5分3R終了 判定3-0                        | 吉田秀彦引退興行 〜ASTRA〜                                         | 2010年4月25日  |
| ×    | 三崎和雄                         | 1R 3:03 フロントチョーク                 | 戦極 〜第九陣〜 【戦極ミドル級チャンピオンシップ挑戦者決定戦】     | 2009年8月2日   |
| ×    | ジョルジ・サンチアゴ             | 3R 0:49 KO（右ストレート→パウンド）      | 戦極 〜第六陣〜 【ミドル級グランプリシリーズ2008 決勝】            | 2008年11月1日  |
| ○    | 佐々木有生                       | 5分3R終了 判定3-0                        | 戦極 〜第六陣〜 【ミドル級グランプリシリーズ2008 準決勝】          | 2008年11月1日  |
| ○    | ポール・カフーン                 | 5分3R終了 判定3-0                        | 戦極 〜第五陣〜 【ミドル級グランプリシリーズ2008 1回戦】           | 2008年9月28日  |
| ×    | ソクジュ                         | 1R終了時 TKO（脚の負傷）                 | UFC 84                                                             | 2008年5月24日  |
| ×    | リョート・マチダ                 | 5分3R終了 判定0-3                        | UFC 76                                                             | 2007年9月22日  |
| ×    | マウリシオ・ショーグン           | 3R（10分/5分/5分）終了 判定0-3           | PRIDE 男祭り 2006                                                  | 2006年12月31日 |
| ○    | トラビス・ガルブレイス           | 2R 1:16 TKO（ボディへの膝蹴り→パウンド） | PRIDE.32                                                           | 2006年10月21日 |
| ○    | 中尾"KISS"芳広                   | 3R（10分/5分/5分）終了 判定3-0           | PRIDE 無差別級グランプリ 2006 決勝戦                               | 2006年9月10日  |
| ○    | エヴァンゲリスタ・サイボーグ     | 1R 4:49 V1アームロック                   | PRIDE 無差別級グランプリ 2006 2nd ROUND                            | 2006年7月1日   |
| ×    | ジョシュ・バーネット             | 1R 8:10 スリーパーホールド               | PRIDE.31                                                           | 2006年2月26日  |
| ○    | 近藤有己                         | 3R（10分/5分/5分）終了 判定3-0           | PRIDE 男祭り 2005                                                  | 2005年12月31日 |
| ○    | イゴール・ボブチャンチン         | 2R（10分/5分）終了 判定3-0               | PRIDE GRANDPRIX 2005 決勝戦 【ミドル級グランプリ リザーブマッチ】  | 2005年8月28日  |
| ×    | ヴァンダレイ・シウバ             | 1R 5:24 TKO（マウントパンチ）            | PRIDE GRANDPRIX 2005 2nd ROUND 【ミドル級グランプリ 2回戦】        | 2005年6月26日  |
| ○    | ケビン・ランデルマン             | 3R（10分/5分/5分）終了 判定3-0           | PRIDE GRANDPRIX 2005 開幕戦 【ミドル級グランプリ 1回戦】           | 2005年4月23日  |
| ○    | ステファン・レコ                 | 1R 0:55 TKO（パウンド）                  | PRIDE.29                                                           | 2005年2月20日  |
| ×    | ダン・ヘンダーソン               | 1R 1:15 TKO（左肩の脱臼）                | PRIDE.28                                                           | 2004年10月31日 |
| ○    | ムリーロ・ブスタマンチ           | 3R（10分/5分/5分）終了 判定3-0           | PRIDE GRANDPRIX 2004 決勝戦                                        | 2004年8月15日  |
| ×    | アントニオ・ホジェリオ・ノゲイラ | 2R（10分/5分）終了 判定1-2               | PRIDE 武士道 -其の四-                                              | 2004年7月19日  |
| ○    | ハリッド"ディ・ファウスト"       | 1R 4:45 腕ひしぎ十字固め                 | PRIDE 武士道 -其の参-                                              | 2004年5月23日  |
| ○    | ドス・カラスJr                   | 3R（10分/5分/5分）終了 判定3-0           | PRIDE.27                                                           | 2004年2月1日   |
| ○    | ダニエル・グレイシー             | 2R（10分/5分）終了 判定3-0               | PRIDE 武士道 -其の壱-                                              | 2003年10月5日  |
| ×    | アントニオ・ホジェリオ・ノゲイラ | 2R 3:30 腕ひしぎ十字固め                 | PRIDE.25                                                           | 2003年3月16日  |

### ミックスルール
| 勝敗 | 対戦相手                       | 試合結果                   | 大会名 | 開催年月日     |
| ○    | アンズ・"ノトリアス"・ナンセン | 3R（3分/4分/5分）終了 判定 | X PLOSION【WKBF X-Rules世界ヘビー級王座決定戦】 X PLOSION 特別ルール（1R3分キックボクシング/2R4分キックボクシング+投げ/3R5分総合格闘技ルール（※グラウンド状態は30秒のみ）） | 2010年12月11日 |

### キックボクシング
| 勝敗 | 対戦相手 | 試合結果                   | 大会名                                             | 開催年月日    |
| ×    | 堀啓     | 2R 1:58 KO（左ハイキック） | K-1 BEAST II 2003 【K-1 JAPAN GP 2003 出場決定戦】 | 2003年6月29日 |

### グラップリング
| 勝敗 | 対戦相手     | 試合結果                | 大会名                                    | 開催年月日    |
| ○    | 内藤征弥     | 10分終了 ポイント7-(-1) | ADCC 2009アジア予選 【99kg未満級 決勝】   | 2009年2月22日 |
| ○    | アニマル安西 | 腕ひしぎ十字固め        | ADCC 2009アジア予選 【99kg未満級 準決勝】 | 2009年2月22日 |
| ○    | 渡邊直人     | ヒールホールド          | ADCC 2009アジア予選 【99kg未満級 1回戦】  | 2009年2月22日 |

## 獲得タイトル
- 全日本サンボ体重別選手権大会100kg級 優勝（2001年）
- 全日本実業団体重別選手権大会100kg級 優勝（2002年）
- ドイツオープン柔道大会 優勝（2002年）
- ADCC 2009アジア予選 99kg未満級 優勝（2009年）
- WKBF X-Rules世界ヘビー級王座（2010年）
- 第6代DEEPミドル級王座（2013年）

## 入場テーマ曲
- ハナフブキ〜花魁道中罷り通る〜 （PE'Z）- 戦極時代に使用。